# 桑福德斯普林斯 (阿拉巴馬州)
桑福德斯普林斯（英語：Sanford Springs）是一個位於美國阿拉巴馬州切羅基縣的非建制地區。該地的面積和人口皆未知。

## 地理
桑福德斯普林斯的座標為34°01′05″N 85°34′24″W / 34.01805°N 85.57333°W，而該地最高點為海拔高度185米（即607英尺）。